# Ehrenfriedhof Kastel
Der Ehrenfriedhof Kastel ist eine auf einem Felsplateau in der Nähe von Kastel-Staadt angelegter Soldatenfriedhof für deutsche Gefallene des Zweiten Weltkrieges.

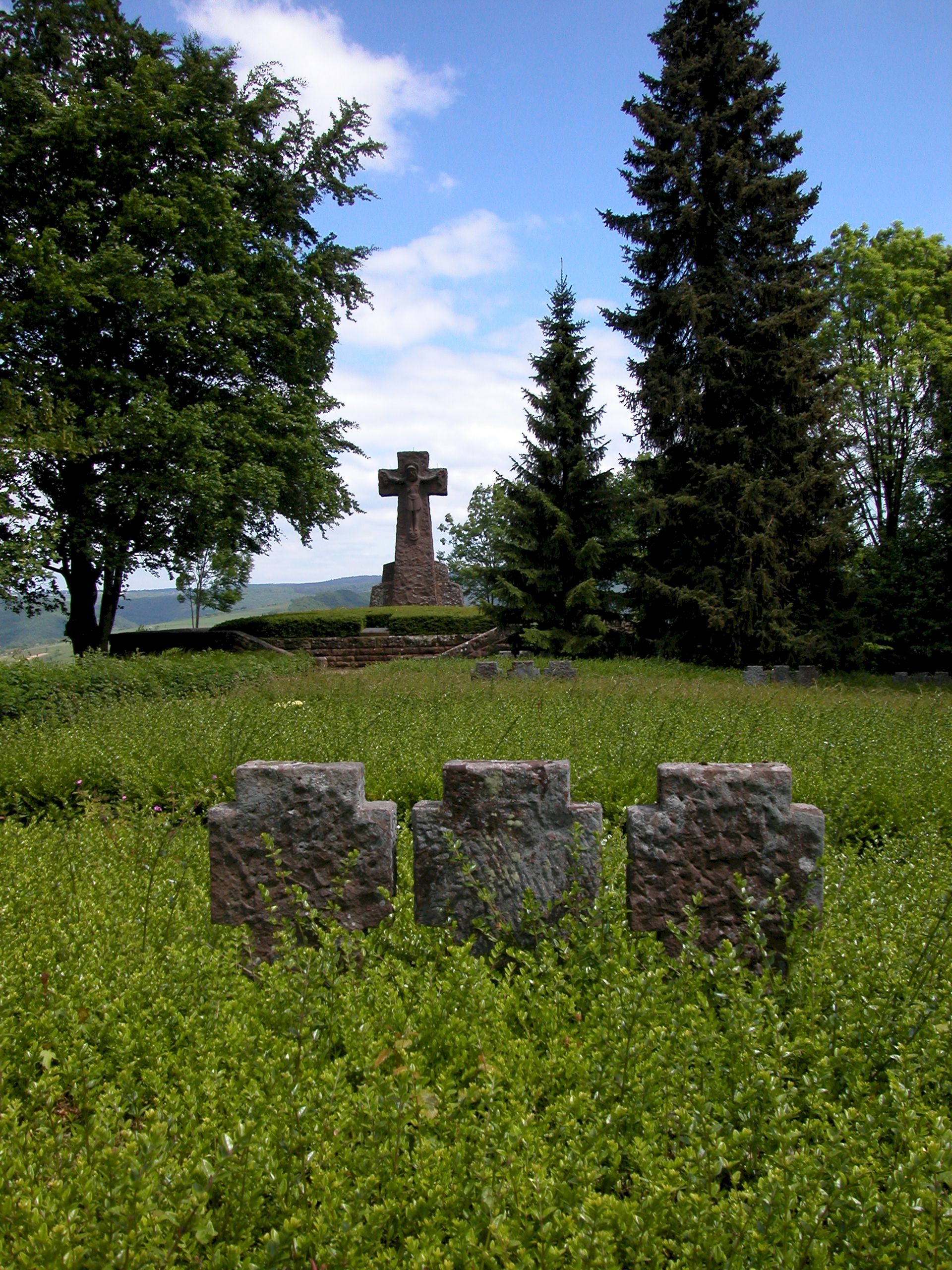
Ehrenfriedhof mit Mahnmal

## Geschichte
Die 72. Infanteriedivision suchte 1939 eine geeignete Stelle für die Anlegung eines Soldatenfriedhofes. Man entschied sich für eine große freie Fläche mit historischem Bezug zu Kelten und Römern sowie zum „Blinden Böhmenkönig“ auf der Hochfläche über dem Saartal im unmittelbaren Anschluss an den heutigen Gemeindefriedhof und die alte Pfarrkirche St. Johannes der Ortsgemeinde Kastel-Staadt.
Die ersten Kämpfe auf deutschem Boden, die Eroberung des befestigten „Orscholzriegels“ sowie die Westwallbunker an der östlichen Saarseite, forderten auf beiden Seiten hohe Verluste. Beim Frankreichfeldzug 1940 und beim Frontübergang 1944/45 stieg die Zahl der Gefallenen stark an. Die von September 1939 bis zum 23. Februar 1945 zwischen Obermosel und Saar gefallenen Deutschen wurden in Kastel-Staadt beigesetzt.
Nach dem Krieg wurden die Grabfelder provisorisch angelegt. Die Gräber befanden sich unter einer einheitlichen Rasendecke mit einem kleinen Steinkreuz mit dem Namen des Gefallenen und einer winterfesten Staude.
In den Jahren 1955 bis 1957 wurde der Friedhof durch den „Volksbund Deutsche Kriegsgräberfürsorge e. V.“ mit Unterstützung von Bund, Land, Kreis und Ortsgemeinde nach den Gestaltungsplänen von Professor Tischler aus München als Chefarchitekt des VDK erweitert und neu angelegt. Die Erweiterung war notwendig geworden, da alle Gefallenen der Umgebung auf den Ehrenfriedhof Kastel umgebettet werden sollten. Teils erfolgten diese Umbettungen von den Gemeindefriedhöfen und teils befanden sich noch Einzelgräber in Wald und Flur.
Eingebunden in den Eingangsbereich wurde die alte Kasteler Pfarrkirche mit ihrem aus dem 12. Jahrhundert stammenden Kirchturm. An dem gegenüberliegenden Kopfende des Friedhofs wurde ein mächtiges Steinkreuz errichtet. Am Fuße des Kreuzes befindet sich eine erhöhte Fläche als Massengrab für die unbekannten Kriegstoten. Die übrigen Gefallenen ruhen in Einzelgräbern. Auf jedem der mit Blaugras bepflanzten Gräber befindet sich ein in die Erde eingelassener Stein in Kreuzesform mit Namen, Geburtstag und Todestag. Über den Grabfeldern in Dreiergruppen stehen größere Steinkreuze. Sie sollen den Kameradschaftsgedanken über den Tod hinaus versinnbildlichen.
Rund um die Gedenkstätte führt ein Hauptweg. Über schmale Querwege ist jedes einzelne Grab zu erreichen.
Fast 1.400 Gefallene haben auf diesem Soldatenfriedhof ihre letzte Ruhe gefunden.
Die Einweihung des neu gestalteten Friedhofes erfolgte am 17. November 1957. Dazu wurden auch die nächsten Angehörigen der Gefallenen eingeladen. Ihnen wurden die Fahrtkosten ersetzt und sie erhielten für zwei Tage freie Verpflegung und Übernachtung.
Erster Friedhofsgärtner war Alois Leuk, der sich auch bei der Identifizierung der Toten und der Führung der Gräberlisten verdient gemacht hat. Ihm folgte in den 60er Jahren als Friedhofsgärtner Klaus Gehlen, später Johann Mangerich und seit April 1984 Rainer Angel.

## Gegenwart
Am Volkstrauertag jeden Jahres lädt der „Volksbund Deutsche Kriegsgräberfürsorge e. V.“ zu einer zentralen Feierstunde ein, an der die offiziellen Vertreter des Landkreises Trier-Saarburg, der Verbandsgemeinde Saarburg, der Ortsgemeinde Kastel-Staadt, der Jugendfeuerwehren der Verbandsgemeinde und der Kyffhäuser-Kameradschaft Trier teilnehmen. Unter Mitwirkung der Kirchen beider Konfessionen und der örtlichen Vereine wird der Kriegstoten gedacht. Es gehört zur guten Tradition, dass nicht nur die Bundeswehr, sondern auch die lange Zeit in Saarburg stationierte französische Garnison mit einer militärischen Abordnung in Kastel vertreten ist.

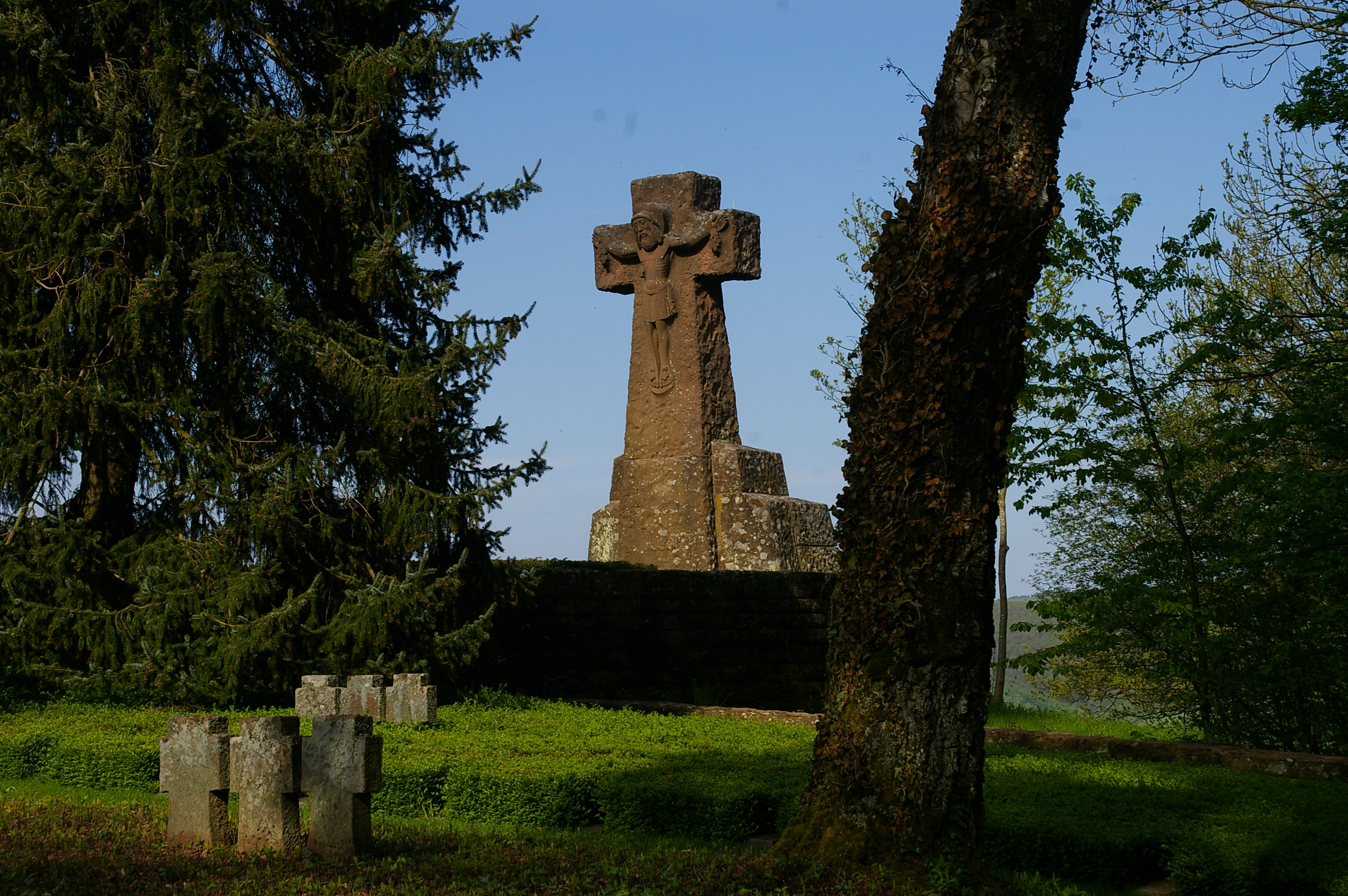
Mahnmal auf dem Ehrenfriedhof Kastel
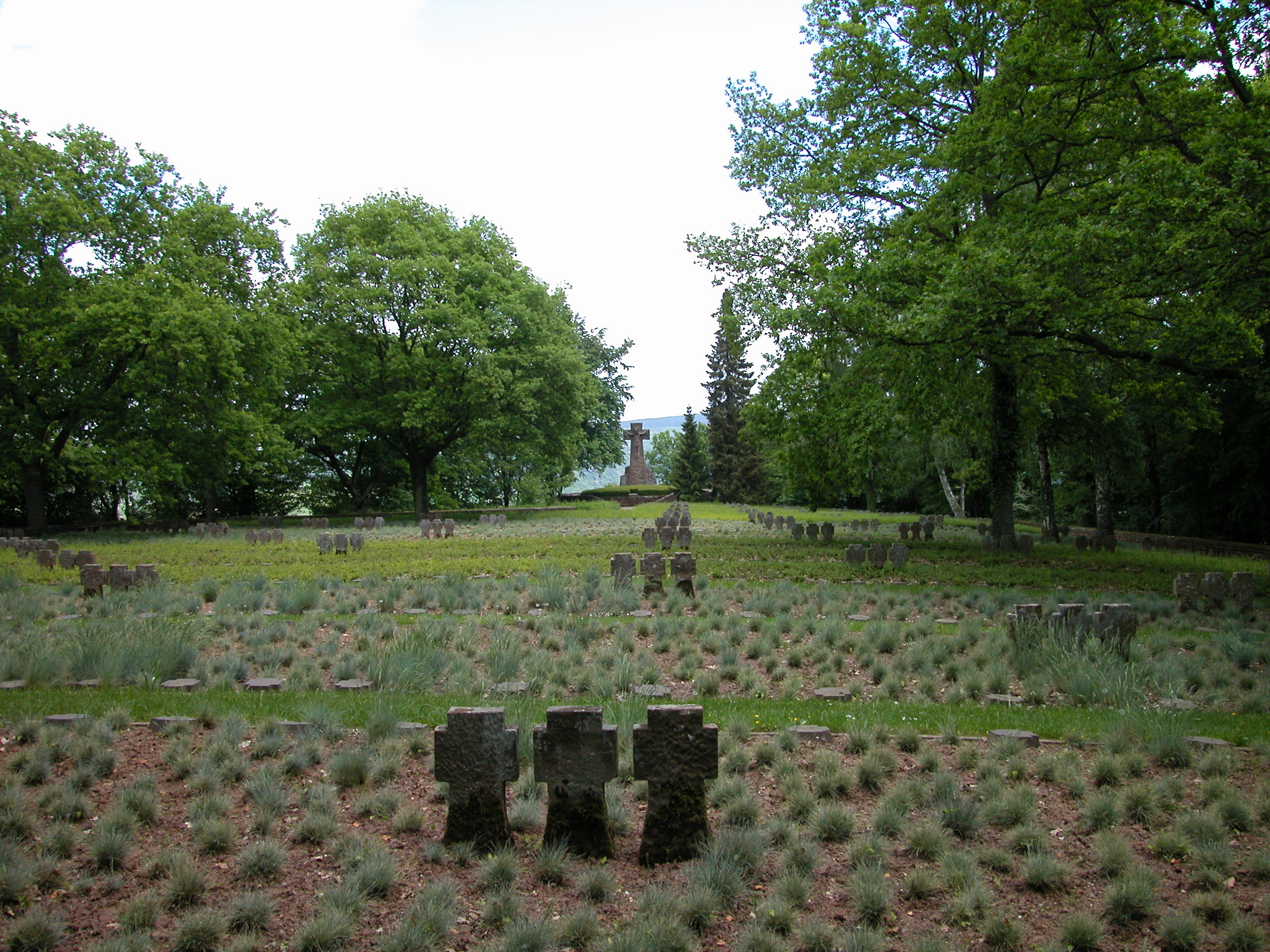
Gräberfeld
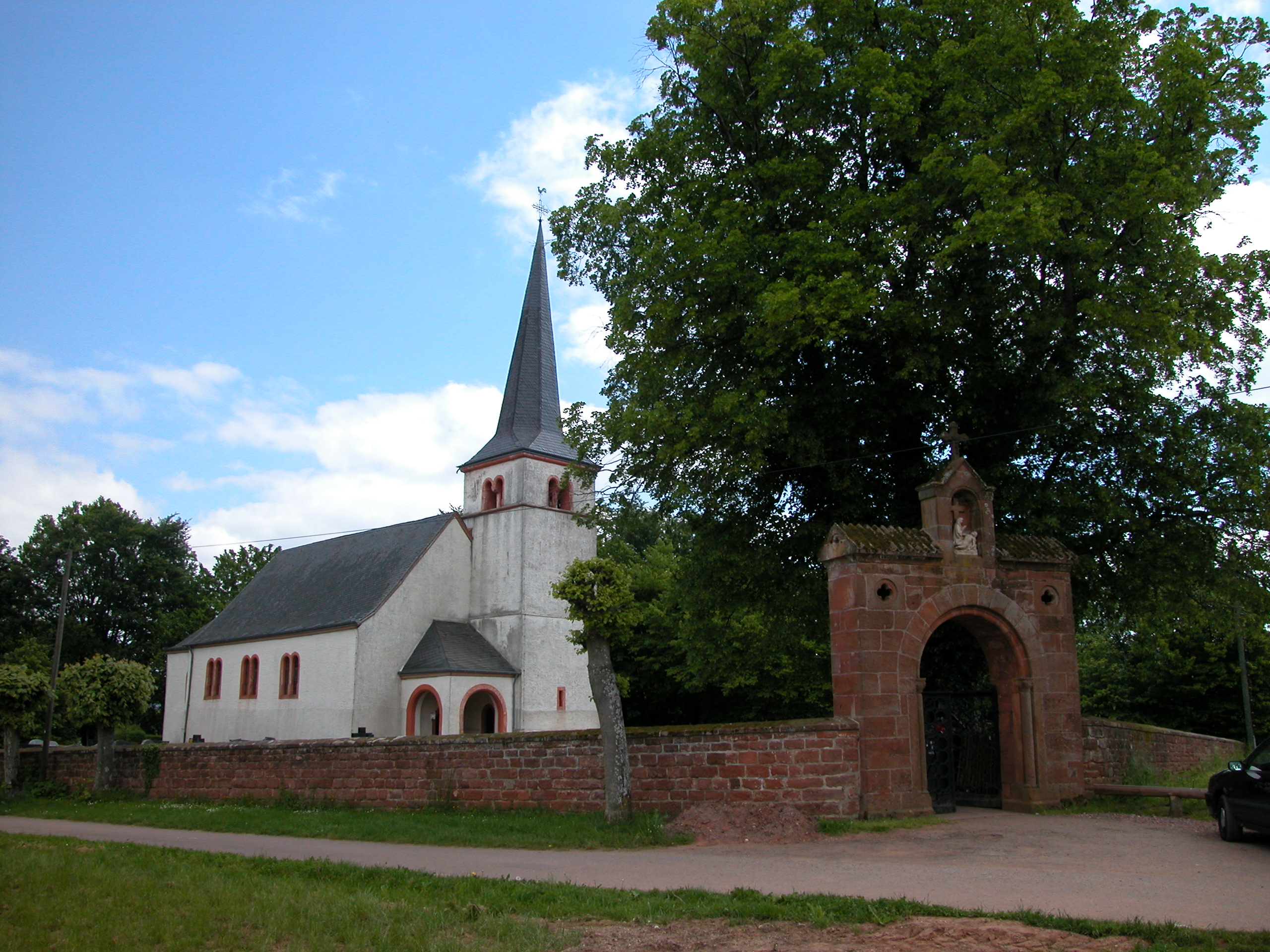
Alte Pfarrkirche am Ehrenfriedhof